# Shūr Qāẕī
Shūr Qāẕī (persiska: شور, Shūr, شور قاضي) är en ort i Iran.   Den ligger i provinsen Semnan, i den centrala delen av landet, 60 km sydost om huvudstaden Teheran. Shūr Qāẕī ligger 949 meter över havet och antalet invånare är 224.
Terrängen runt Shūr Qāẕī är platt åt nordväst, men åt sydost är den kuperad. Runt Shūr Qāẕī är det tätbefolkat, med 297 invånare per kvadratkilometer. Närmaste större samhälle är Pīshvā, 14,6 km väster om Shūr Qāẕī. Trakten runt Shūr Qāẕī är ofruktbar med lite eller ingen växtlighet.